# Garden City (Alabama)
Pour les articles homonymes, voir Garden City.
Garden City est une ville du comté de Blount et Cullman, en Alabama, aux États-Unis,.
La ville a pour particularité d'être la seconde ville fondée par le colonel Johann G. Cullmann, la première étant Cullman, en 1873. En 1876, il achète des terres en bordure du Louisville and Nashville Railroad, à environ 13 miles au sud de Cullman et il commence à y attirer des pionniers. Il baptise ses terres Garden City. 

## Démographie
| 1950 | 1960 | 1970 | 1980 | 1990 | 2000 | 2010 | - |
| ---- | ---- | ---- | ---- | ---- | ---- | ---- | - |
| 534  | 536  | 745  | 655  | 578  | 564  | 492  | - |

## Source de la traduction
- (en) Cet article est partiellement ou en totalité issu de l’article de Wikipédia en anglais intitulé « Garden City, Alabama » (voir la liste des auteurs).